# ایثار (فیلم ۱۹۸۸)
ایثار (به هندی: Gangaa Jamunaa Saraswati) فیلمی محصول سال ۱۹۸۸ و به کارگردانی منموهان دسای است. در این فیلم بازیگرانی همچون آمیتاب باچان، میتون چاکرابورتی، میناکشی سشادری، جایا پرادا، آمریش پوری، نیروپا روی، بهارات بوشان، آریونا ایرانی ایفای نقش کرده‌اند.